# Animals (Nickelback)
Animals è un singolo del gruppo rock canadese Nickelback, pubblicato nel 2005 ed estratto dall'album All the Right Reasons.

## Tracce
- CD

1. Back & Black – 3:03
2. Animals (Live) – 3:50
3. Follow You Home (Live) – 4:21